# Josef Král
Josef Král (* 15. Juni 1990 in Dvůr Králové nad Labem) ist ein tschechischer Automobilrennfahrer. Er startete von 2010 bis 2012 in der GP2-Serie.

## Karriere
Král begann seine Motorsportkarriere 1998 im Kartsport, den er bis 2004 ausübte. 2005 machte Král in der tschechischen Formel 1400, in der er den dritten Gesamtrang belegte, erste Erfahrungen im Formelsport. 2006 wechselte er in die deutsche Formel BMW und belegte den zwölften Platz im Gesamtklassement. 2007 ging Král in der britischen Formel BMW für Räikkönen Robertson Racing, das Team des Formel-1-Weltmeisters Kimi Räikkönen, an den Start. Mit sechs Siegen wurde er hinter Marcus Ericsson Vizemeister der britischen Formel BMW. Außerdem nahm er an zwei Rennen der deutschen Formel BMW teil. Darüber hinaus nahm er sowohl 2006, als auch 2007 am Formel-BMW-Weltfinale teil. Er überquerte in beiden Jahren als Zweiter die Ziellinie und wurde anschließend disqualifiziert.
Nachdem Král im Winter bei zwei Rennen der A1GP-Saison 2007/2008 für das tschechische Team gestartet war, bestritt er 2008 seine erste Saison in der internationalen Formel Master. Für das Team JVA startend wurde er mit einem Sieg Sechster in der Gesamtwertung. 2009 blieb Král in der internationalen Formel Master und wechselte zum italienischen Team JD Motorsport. Mit zwei Siegen wurde er hinter seinem Teamkollegen Sergei Afanassjew, der den Vizemeistertitel gewann, Dritter in der Gesamtwertung.
Im Herbst wurde Král von Super Nova Racing für die Saison 2009/2010 der GP2-Asia-Serie verpflichtet. Mit einem dritten Platz im zweiten Rennen startete er gut in die Saison. Da er anschließend keine weiteren Punkte erzielte, beendete er die Saison auf dem elften Gesamtrang. 2010 ging Král als Teamkollege von Marcus Ericsson auch in der GP2-Serie für Super Nova Racing an den Start. Beim Sprintrennen in Valencia musste Král nach einem schweren Unfall zu Untersuchungen ins Krankenhaus. Er kollidierte mit Rodolfo González und schlug in die Streckenbegrenzung ein. Nachdem er per Flugzeug in ein tschechisches Krankenhaus in Prag gebracht worden war, wurden bei ihm zwei Wirbelbrüche diagnostiziert. Wegen seiner Verletzung musste Král fünf Rennenwochenenden auslassen. Beim Saisonfinale kehrte er in sein Cockpit zurück und erzielte seine ersten Punkte in der GP2-Serie. Am Saisonende belegte er den 24. Gesamtrang. Anschließend absolvierte er seine ersten Formel-1-Testfahrten für HRT.
2011 ging Král für Arden International sowohl in der GP2-Asia-, als auch in der GP2-Serie an den Start. In der GP2-Asia-Serie wurde er mit einem zweiten Platz als bestes Ergebnis Zehnter in der Meisterschaft. In der GP2-Serie belegte er mit einem zweiten Platz als bestes Resultat den 15. Gesamtrang. Sein Teamkollege Jolyon Palmer blieb in der Saison punktelos. Nach der Saison nahm Král am GP2 Final 2011 teil und wurde 16. 2012 wechselte Král innerhalb der GP2-Serie zum Barwa Addax Team, dem Meisterteam der Vorsaison. Nachdem er beim ersten Rennwochenende ohne Punkte geblieben war, wurde er zum zweiten Rennwochenende durch Dani Clos ersetzt. Zur vierten Veranstaltung erhielt er das Cockpit zurück. Král blieb weitestgehend ohne Punkte. Einzig in Spa-Francorchamps erreichte er die Punkte. Bei dieser Veranstaltung gewann er zudem das Sprintrennen. Anschließend verlor er sein Cockpit an Jake Rosenzweig. In der Gesamtwertung wurde Král 17.
2013 fand Král kein permanentes Engagement. Er nahm in diesem Jahr nur für Zele Racing an einer Veranstaltung der Auto GP World Series teil.

## Statistik

### Karrierestationen
| - 2005: Tschechische Formel 1400 (Platz 3) - 2006: Deutsche Formel BMW (Platz 12) - 2007: Britische Formel BMW (Platz 2) - 2007: Deutsche Formel BMW (Platz 25) - 2008: A1GP | - 2008: Internationale Formel Master (Platz 6) - 2009: Internationale Formel Master (Platz 3) - 2010: GP2-Asia-Serie (Platz 11) - 2010: GP2-Serie (Platz 24) - 2010: Formel 1 (Testfahrer) | - 2011: GP2-Asia-Serie (Platz 10) - 2011: GP2-Serie (Platz 15) - 2012: GP2-Serie (Platz 17) - 2013: Auto GP (Platz 23) |

### Einzelergebnisse in der GP2-Asia-Serie
| Jahr      | Team                | 1   | 2   | 3   | 4   | 5   | 6   | 7   | 8   | Punkte | Rang |
| --------- | ------------------- | --- | --- | --- | --- | --- | --- | --- | --- | ------ | ---- |
| 2009/2010 | Super Nova Racing   | UAE | UAE | UAE | UAE | BRN | BRN | BRN | BRN | 8      | 11.  |
| 2009/2010 | Super Nova Racing   | 5   | 3   | 9   | DNF | 21  | 11  | 16  | 10  | 8      | 11.  |
| 2011      | Arden International | UAE | UAE | ITA | ITA |     |     |     |     | 8      | 10.  |
| 2011      | Arden International | 6   | 2   | 12  | 9   |     |     |     |     | 8      | 10.  |

### Einzelergebnisse in der GP2-Serie
| Jahr | Team                | 1   | 2   | 3   | 4   | 5   | 6   | 7   | 8   | 9   | 10  | 11  | 12  | 13  | 14  | 15  | 16  | 17  | 18  | 19  | 20  | 21  | 22  | 23  | 24  | Punkte | Rang |
| ---- | ------------------- | --- | --- | --- | --- | --- | --- | --- | --- | --- | --- | --- | --- | --- | --- | --- | --- | --- | --- | --- | --- | --- | --- | --- | --- | ------ | ---- |
| 2010 | Super Nova Racing   | ESP | ESP | MON | MON | TUR | TUR | ESP | ESP | GBR | GBR | GER | GER | HUN | HUN | BEL | BEL | ITA | ITA | UAE | UAE |     |     |     |     | 3      | 24.  |
| 2010 | Super Nova Racing   | 12  | 19  | 13  | 8   | 15  | 14  | DNF | DNF | INJ | INJ | INJ | INJ | INJ | INJ | INJ | INJ | INJ | INJ | 8   | 5   |     |     |     |     | 3      | 24.  |
| 2011 | Arden International | TUR | TUR | ESP | ESP | MON | MON | ESP | ESP | GBR | GBR | GER | GER | HUN | HUN | BEL | BEL | ITA | ITA |     |     |     |     |     |     | 15     | 15.  |
| 2011 | Arden International | 13  | 6   | 9   | 21* | 6   | 2   | 8   | DNF | 23  | 20  | 18  | 11  | 9   | 17  | 8   | 3   | DNF | 17  |     |     |     |     |     |     | 15     | 15.  |
| 2012 | Barwa Addax Team    | MAS | MAS | BRN | BRN | BRN | BRN | ESP | ESP | MON | MON | ESP | ESP | GBR | GBR | GER | GER | HUN | HUN | BEL | BEL | ITA | ITA | SIN | SIN | 27     | 17.  |
| 2012 | Barwa Addax Team    | 14  | 9   |     |     |     |     | 20  | 16  | DNF | 10  | DSQ | 11  | 16  | 10  | 12  | 13  | 24* | 17  | 4   | 1   |     |     |     |     | 27     | 17.  |